# Робоцис, Анастасиос
Анастасиос Робоцис (греч.  Αναστάσιος Ρομπότσης  Идра, Османская империя 1800 – Идра Греческое королевство после 1866 - греческий моряк и капитан брандера, отмеченный историографией Греческой революции.

## Биография
Анастасиос Робоцис родился на острове Идра в 1800 году.
Идра, пережившая расцвет после Французской революции и наполеоновских войн, стала одним из оплотов революционного греческого флота в последовавшей в 1821 году Греческой революции.
Робоцис начал свою морскую деятельность юнгой.
Начало Революции застало его рядовым матросом на торговом судне, которое как и все торговые суда Идры, вооружившись, было превращено в «боевой корабль».
Робоцис отличился своим мужеством в боях на море и на суше и многократно был отмечен в дневнике адмирала Идры Андреаса Миаулиса.
31 июля 1824 года, в начале морского сражения у острова Самос, атакой своего брандера на турецкий фрегат, одновременно с атакой брандера капитана Цапелиса на турецкий корвет, вынудил османский флот к бегству из пролива между островом Самос и Малой Азией:Г-23.
4 августа, после очередного успеха Константина Канариса, взорвавшего в проливе, на ходу, турецкий фрегат, последовала серия атак других греческих брандеров. Робоцис также атаковал один из турецких фрегатов, но ему не повезло, поскольку экипаж фрегата сумел потушить огонь на своём корабле. Однако горящий брандер Робоциса внёс панику в турецкую линию:Г-28.
В общей сложности в этот день турки потеряли 3 корабля и более 2 тысяч моряков и янычаров на борту кораблей:Г-29.
24 августа, командуя другим брандером и в составе флотилии 6 греческих брандеров и 20 вооружённых торговых судов, Робоцис принял участие в атаке греческого флота на османский, в проливе между островом Кос и Галикарнасом:Г-31.
После победного сражения при Геронтас, у греческого флота осталось только 2 брандера и один из них был Робоциса:Г-40.
В октябре Робоцис принял участие в преследовании турецко-египетского флота Ибраима-паши до Крита.
1 ноября у Ираклиона, по приказу Миаулиса, он атаковал османский фрегат, но его брандер был взорван орудийным огнём с фрегата. Робоцис и экипаж спаслись чудом. Однако победа греческого флота в этом сражении вынудила корабли османского флота разбежаться по портам Крита, Касоса, Карпатоса, Родоса, а некоторые корабли вернулись в египетскую Александрию:Г-42.
Впоследствии Робоцис служил офицером на флагманском фрегате «Эллада».
По окончании войны стал капитаном торгового судна.
По имеющейся информации умер на своём родном острове не ранее 1866 года.